# The Simpsons 138th Episode Spectacular
"The Simpsons 138th Episode Spectacular" är avsnitt 10 från säsong sju av Simpsons och sändes på Fox den 3 december 1995.  "138th Episode Spectacular" skrevs av Jon Vitti och regisserades av David Silverman. Avsnittet är en klippshow och visar det bästa från de 137 första avsnitten, med borttagna scener och klipp från kortfilmerna. Avsnittet presenteras av Troy McClure och räknas som kanon. I avsnittet gästskådespelar Buzz Aldrin, Glenn Close och Phil Hartman, dock är det bara Phil Hartman som har nya repliker. Alla andras repliker är tagna från tidigare avsnitt.

## Handling
Troy McClure är programledare för avsnittet. McClure inleder avsnittet med att berätta seriens ursprung och att den skapades med hjälp av Matt Groening, James L. Brooks och Sam Simon. Därefter visar McClures klipp från kortfilmerna som sändes i The Tracey Ullman Show innan det är dags för ett reklamavbrott. Under reklamavbrottet ställs en fråga till tittarna: frågan är vad som visas i kassaapparaten då Maggie Simpson läses av kassören i introt. Då svaret avslöjas berättas det att svaret är  NRA 4Ever (NR4 4Evigt)" (svaret stämmer dock inte). McClure besvarar sen på frågor från tittarna som de skickat in och han presenterar videosekvenser på hur dum Homer egentligen är och klipp som kan visa om Waylon Smithers är homosexuell.
Det är dags för reklamavbrott och tittarna får nu frågan vilka två populära karaktärer som har dött under de senaste åren. När de presenterar svaret berättar de att de inte vet vilka de var, dock att det inte var Bleeding Gums Murphy och Marvin Monroe, eftersom de aldrig var populära (i serien hade de dock presenterats som döda. Dock återuppstod Monroe i "Diatribe of a Mad Housewife"). McClure visar sedan borttagna scener från " Krusty Gets Kancelled", "$pringfield (Or, How I Learned to Stop Worrying and Love Legalized Gambling)", "Mother Simpson", "Treehouse of Horror IV", "Homer and Apu" och "Burns' Heir". McClure presenterar sedan det alternativa slutet på "Who Shot Mr. Burns?", som gjordes för att ingen skulle läcka svaret. McClure tackar därefter tittarna och avslutar med att visa videosekvenser från serien där karaktärerna är nakna.

## Produktion
Avsnittet är det tredje klippshow avsnittet i serien och innehåller  till stora delar sekvenser från tidigare avsnitt. Avsnittet skrevs av Jon Vitti, under pseudonymen "Penny Wise". och regisserades av David Silverman, som använde pseudonymen "Pound Foolish". Avsnittet gjordes eftersom Fox ville att de skulle spara lite pengar och avsnitt som nästan bara innehåller material som tidigare producerats är billigare att producera, samma sak gjorde även Fox i andra TV-serier. 
Fox har även sagt att Simpsons skulle göra ett klippshowavsnitt varje säsong. De förklarade det med att ett sådant avsnitt kostar ungefär hälften som ett vanligt att göra, men de kan sälja det till andra TV-kanaler i världen till samma pris som ett vanligt avsnitt. Men för att göra fansen glada, eftersom de vet att de sällan är uppskattade, gjorde de inte ett sådant avsnitt varje säsong.
Bill Oakley anser att avsnittet är en av de bättre klippshowavsnitten, eftersom det innehåller mera intressant material för fansen än de andra. Producenterna valde att låta Phil Hartman spela sin karaktär, Troy McClure, i avsnittet för att det skulle bli så roligt som möjligt. En av de borttagna scenerna som visas är från "Burns' Heir", där en Richard Simmons-robot dansar till låten "(Shake, Shake, Shake) Shake Your Booty". Scenen togs bort, eftersom författarna inte ansåg att den var rolig. Scenen fick senare bra mottagande, då de visade upp klippet på en mässa för fansen, så de bestämde sig då för att låta alla få se klippet så fort som det var möjligt.

## Kulturella referenser
Scenerna med Troy McClure gjordes så att serien spelas in inför en publik i en TV-studio. The Tracey Ullman Show kallas i avsnittet för nationens fönster för psykiateriskämt och musikaliska komedinummer.  Frågetävlingen mellan reklamavbrotten är en hänvisning till Roseanne och En skruv lös. Enligt inledningen i början innehåller avsnittet 23% nytt material och resten är klipp från tidigare avsnittet. Fem scener från kortfilmerna visas i avsnittet, "Good Night", "The Perfect Crime", "Space Patrol", "World War III" och "Bathtime". När de visar klipp om hur Homer blivit korkare för varje säsong visar de klipp från "Blood Feud", "Flaming Moe's", "Marge vs. the Monorail", "Deep Space Homer", och "Treehouse of Horror V"), när de  visar klipp som kan antyda Smithers läggning visar man klipp från "Rosebud", "Dog of Death", "Lisa vs. Malibu Stacy" och "Marge Gets a Job".
En borttagen scen från "$pringfield" som visas är en parodi på Casino Royale. I början av avsnittet berättar en speakerröst att man känner igen Troy från specialprogrammen "Alien Nose Job" och "Five Fabulous Weeks of `The Chevy Chase Show'" på Fox som en referens till The Chevy Chase Show och Alien autopsy. I avsnittet visas Matt Groening som en skallig patriot från söder som svingar en pistol och har en lapp för ena ögat som en hänvisning till Patton och Life in Hell, Brooks ser ut som Rich Uncle Pennybags och Simon liknar Howard Hughes. I en borttagen scen som visas försöker Krusty sälja sin bok till barnen i rutan som en referens till boken Sex.

## Mottagande
Avsnittet var det tionde mest sedda under säsongen, med en Nielsen rating på 9.5 och en Nielsen rank på 48. Avsnittet har studerats på University of California, Berkeley där man behandlat produktionen och mottagandet av kulturföremål, i detta fall i en satirisk tecknad show. I I Can't Believe It's a Bigger and Better Updated Unofficial Simpsons Guide skriver Warren Martyn och Adrian Wood, att även om avsnittet inte lever upp till standard innehåller de flera stora ögonblick. Simone Knox berömde stilen som avsnittet har i Reading the Ungraspable Double-Codedness of "The Simpsons" därför att de inte bara är en klippshow, det är en klippshow som visar serien med en känsla av självmedvetenhet om sin egen textualitet.
I DVD Movie Guide skriver Colin Jacobson att trots att avsnittet är en klippshow, innehåller konceptet några intressanta delar, som borttagna scener och klipp från det ganska okända The Tracey Ullman Show. Dock känns det ändå som ett billigt sätt att göra ett avsnitt men är ändå ett av de bättre klipp show-avsnitt. Jennifer Malkowski på DVD Verdict gav avsnittet betyg B+ eftersom, bortsett från det kreativa materialet, det är McClure som gör avsnittet så himla bra. Dave Foster på DVD Times har skrivit att trots en del intressanta koncept som en uttråkad Troy McClure gör alla borttagna scener och Tracey Ullman-filmer att det aldrig lyckas och man hänger inte med riktigt som ett vanligt avsnitt.